# A Walton Wedding
A Walton Wedding es la sexta película de la serie The Waltons, estrenada en 1995. Fue producida por Earl Hamner Jr y cuenta con las actuaciones de Richard Thomas, Ralph Waite, Michael Learned y Jon Walmsley, entre otros.

## Sinopsis
En 1964, John Boy (Richard Thomas), está planeando casarse con Janet (Kate McNeil), hija de un diplomático. También invitará a su familia y amigos de la montaña. La tía Florence (Holland Taylor) está planeando otras cosas, junto a Janet.

## Reparto
| Actor                    | Personaje         |
| ------------------------ | ----------------- |
| Richard Thomas           | John-Boy Walton   |
| Ralph Waite              | John Walton Sr.   |
| Michael Learned          | Olivia Walton     |
| Jon Walmsley             | Jason Walton      |
| Judy Norton              | Mary Ellen Walton |
| Mary Elizabeth McDonough | Erin Walton       |
| Eric Scott               | Ben Walton        |
| David W. Harper          | Jim-Bob Walton    |
| Kami Cotler              | Elizabeth Walton  |
| Kate McNeil              | Janet Gilchrist   |
| Joe Conley               | Ike Godsey        |
| Ronnie Claire Edwards    | Corabeth Walton   |
| Holland Taylor           | Tía Flo           |
| Ellen Corby              | Esther Walton     |
| Diane Baker              | Charlotte         |
| Tony Becker              | Drew              |
| Roy Brocksmith           | Profesor Trumbell |
| Lisa Harrison            | Toni Walton       |
| Nicholas Pryor           | Ralph             |
| Mary Jackson             | Emily Baldwin     |
| Helen Kleeb              | Mamie Baldwin     |
| Marshall Borden          | David Drucker     |
| Deborah May              | Sybil Carruthers  |
| James Lashy              | Sheriff Neely     |
| Peter Fox                | Reverendo Mosely  |